# Февзі Тунджай
Февзі Тунджай (тур. Fevzi Tuncay, нар. 14 вересня 1977, Мугла) — турецький футболіст, що грав на позиції воротаря. Відомий за виступами в низці турецьких клубів, найбільше за клуб «Бешикташ», у складі якого був володарем Кубка Туреччини та Суперкубка Туреччини, а також у складі національної збірної Туреччини.

## Клубна кар'єра
Февзі Тунджай дебютував у дорослому футболі 1995 року у складі команди «Бешикташ» зі Стамбула. У складі одного з найсильніших турецьких клубів швидко став основним воротарем, і до 2001 року зіграв у складі команди у 116 матчах чемпіонату, та став володарем Кубка Туреччини та Суперкубка Туреччини.
На початку 2002 року Февзі перейшов до складу клубу «Ґазіантепспор», утім за півроку став гравцем клубу «Самсунспор», у якому провів сезон 2002—2003 років. У 2003 році Тунджай перейшов до клубу «Малатьяспор», де грав до 2009 року з піврічною перервою на оренду в клубі «Манісаспор». У 2009 році Февзі захищав ворота клубу «Діярбакирспор», утім за короткий час перейшов до клубу «Коджаеліспор», а на початку сезону 2010—2011 років перейшов до клубу «Гіресунспор», де втім уже не був основним воротарем. У сезоні 2011—2012 років Тунджай грав у клубі «Тавшанли Ліньїтспор», у складі якої завершив виступи на футбольних полях. Після закінчення кар'єри гравця Тунджай працював тренером воротарів у низці турецьких клубів.

## Виступи за збірну
Февзі Тунджай у 2000 році дебютував у складі національної збірної Туреччини. У цьому ж році у складі збірної був учасником чемпіонату Європи 2000 року у Бельгії та Нідерландах, де збірна Туреччини у чвертьфіналі поступилася збірній Португалії, утім там Февзі був запасним воротарем. і на поле не виходив. Загалом в національній команді провів у лише 1 товариський матч у 2000 році, пропустивши 2 голи.

## Титули і досягнення
- Володар Кубка Туреччини (1):

«Бешикташ»: 1997–1998
- Володар Суперкубка Туреччини (1):

«Бешикташ»: 1998
Збірні
- Чемпіон Європи (U-16): 1994